# Xarxet canyella
El xarxet canyella (Anas cyanoptera) és un petit ànec que viu en aiguamolls i rius tranquils de gran part d'Amèrica, des del sud-oest del Canadà i la meitat oest dels Estats Units fins a Mèxic; Colòmbia i Veneçuela; des del sud del Perú, a través de Bolívia, fins al sud de l'Argentina i Xile, també a les Malvines. Modernament se l'ha inclòs en el gènere Spatula com (S. cyanoptera).